# Chaparro Grande
Chaparro Grande är en ort i Mexiko.   Den ligger i kommunen Atzalan och delstaten Veracruz, i den sydöstra delen av landet, 230 km öster om huvudstaden Mexico City. Chaparro Grande ligger 540 meter över havet och antalet invånare är 262.
Terrängen runt Chaparro Grande är lite bergig, och sluttar norrut. Runt Chaparro Grande är det ganska tätbefolkat, med 129 invånare per kvadratkilometer. Närmaste större samhälle är Martínez de la Torre, 17,3 km norr om Chaparro Grande. Omgivningarna runt Chaparro Grande är en mosaik av jordbruksmark och naturlig växtlighet.